# 和白郵便局
和白郵便局（わじろゆうびんきょく）は、福岡県福岡市東区塩浜にある郵便局。民営化前の分類では集配普通郵便局であった。

## 概要
住所：〒811-0299 福岡県福岡市東区塩浜1-9-1

## 沿革
- 1903年（明治36年）12月10日 - 奈多（なた）郵便受取所として開設[1]。
- 1905年（明治38年）4月1日 - 奈多郵便局になる。
- 19xx年 - 和白郵便局に改称。
- 1945年（昭和20年）3月 - 新宮郵便局から和白村の区域の郵便物集配業務の移管を受け[2]、集配郵便局となる。
- 1965年（昭和40年）11月14日 - 電話の加入および料金に関する簡易な事務を除く電話交換事務を香椎電報電話局に移管[3]。
- 1967年（昭和42年）11月11日 - 和文電報配達業務を和白電報電話局に移管。
- 1985年（昭和60年）8月1日 - 特定郵便局から普通郵便局に局種別改定[4]。
- 1997年（平成9年）5月6日 - 東区奈多三丁目から同区塩浜一丁目へ移転。
- 1997年（平成9年）6月22日 - 西戸崎郵便局から集配業務を移管。
- 1999年（平成11年） - 外国通貨の両替および旅行小切手の売買に関する業務取扱を開始。
- 2007年（平成19年）5月21日 - 新宮郵便局から集配業務を移管[5]。
- 2007年（平成19年）10月1日 - 民営化に伴い、併設された郵便事業和白支店に一部業務を移管。
- 2012年（平成24年）10月1日 - 日本郵便株式会社発足に伴い、郵便事業和白支店を和白郵便局に統合。

## 取扱内容
- 郵便、印紙、ゆうパック、内容証明
- 貯金、為替、振替、振込、国際送金、外貨両替・トラベラーズチェック、国債、投資信託
- 生命保険、バイク自賠責保険、自動車保険
- 地方公共団体事務（福岡市戸籍の謄抄本など公的証明書の交付）
- ゆうちょ銀行ATM
- 福岡市東区内の一部地域（箱崎・香椎地区以外）および糟屋郡新宮町内全域の集配業務
- ゆうゆう窓口

## 周辺
- 福岡市立和白小学校
- 福岡市立和白中学校
- ホームワイド和白店

## アクセス
- JR香椎線、西鉄貝塚線 和白駅から徒歩約11分
- 西鉄バス 塩浜（郵便局前）停留所下車
- 福岡高速1号線 香椎東出入口から北西へ約3.5km
- 駐車場あり：15台